# Light My Fire
Light My Fire è una canzone originariamente registrata dai Doors per il loro album omonimo nel 1966 e pubblicata come singolo nel 1967. La canzone occupa la posizione 35 della classifica delle 500 migliori canzoni della rivista Rolling Stone ed è stata anche inclusa nella lista Canzoni del secolo, alla settima posizione, stilata da VH1.

## Storia del brano
La canzone nacque da una composizione non terminata di Robby Krieger che gli altri membri del gruppo decisero di sviluppare. Alla prima versione del brano, lungo oltre sette minuti, seguì una seconda versione più breve per la diffusione radiofonica.
Il singolo trascorse tre settimane in vetta alla classifica statunitense Billboard Hot 100. L'anno seguente il singolo fu ripubblicato, ed arrivò alla posizione 87. La composizione del brano è accreditata ai Doors, ma nello specifico la prima parte della canzone fu scritta da Robby Krieger, mentre la seconda da Jim Morrison.
Una versione live del brano fu inserita nell'album del 1983 Alive, She Cried, la prima di una serie di raccolte dal vivo del gruppo, in cui Light My Fire fu inclusa.
Light My Fire è uno dei più lampanti esempi di psychedelic rock, nonché uno dei primi esempi di jazz fusion, con un lungo ed apparentemente estemporaneo assolo strumentale (nella versione dell'album) ed alcune influenze orientali.
La cover registrata da José Feliciano poco dopo la versione dei Doors, vinse un Grammy Award come "miglior performance maschile pop" e "miglior nuovo artista" del 1968, e riportò Light My Fire in vetta a molte classifiche appena un anno dopo la versione dei Doors in un arrangiamento tra il pop-rock americano e le sonorità jazz-latine. Carlos Santana ringraziò Feliciano per questa sua unione, che gli diede la possibilità di fare la sua musica. Riferendosi alla sua versione di Light My Fire, Robbie Krieger, autore della canzone, disse in un'intervista «È davvero una bella sensazione aver scritto un classico. Penso di avere un grosso debito con Jose Feliciano perché in realtà è stato grazie a lui, quando l'ha fatto, che poi tutti hanno iniziato a farlo. Ci ha fatto un arrangiamento completamente diverso.» riferendosi al fatto che l'arrangiamento di José Feliciano fu poi ripreso, più di quello originale, in tante incisioni, tra cui quelle di Stevie Wonder, Shirley Bassey, Amii Stewart; la cover del 2002 di Will Young, che ottenne in Europa un notevole successo, arrivando prima nel Regno Unito e quarta in Italia, riprendeva quella versione del 1968.

## Tracce
1. Light My Fire – 2:52
2. The Crystal Ship – 2:30

## Cover
Fra gli artisti che hanno registrato una cover del brano si ricordano:
- Alicia Keys
- Astrud Gilberto
- Mae West
- Amii Stewart
- Natalia Oreiro
- José Feliciano
- Nancy Sinatra
- Julie London
- Friedrich Gulda
- Julie Driscoll & the Brian Auger Trinity
- Shirley Bassey
- Erma Franklin
- Baccara
- Lil Brown
- Divididos
- UB40
- Massive Attack
- The Mike Flowers Pops
- LN Elektronische Ensemble
- Amorphis
- Hide
- Minnie Riperton
- Stevie Wonder
- Al Green
- Ananda Shankar
- Trini Lopez
- John Tartaglia
- Helmut Zacharias
- Train
- The Challengers
- Will Young
- The Dead C
- Dudu França
- Nicola Di Bari nel 1970 in italiano "Dammi fuoco", testo di Vito Pallavicini nell'omonimo album Nicola Di Bari (RCA Italiana, PSL 10464)
- Loredana Maiuri vocalist per Marzia Aquilani, cover inserita nella compilation Non è la Rai estate del 1994

## Posizioni in classifica
| Anno | Singolo                           | Artista        | USA Chart/Pos.            | UK Chart/Pos          |
| ---- | --------------------------------- | -------------- | ------------------------- | --------------------- |
| 1967 | Light My Fire/The Crystal Ship    | The Doors      | US Billboard Hot 100 nr.1 | UK Top40 chart nr. 49 |
| 1968 | Light My Fire/California Dreamin' | José Feliciano | US Billboard Hot 100 nr.3 | UK Top40 chart nr. 6  |